# Élise L'Heureux
Élise L’Hérault dit L’Heureux (Benoit dit Livernois) est une photographe et commerçante québécoise née le 22 janvier 1827 à Québec et morte le 17 janvier 1896 dans la même ville. Elle a évolué toute sa vie dans la ville de Québec.

## Biographie

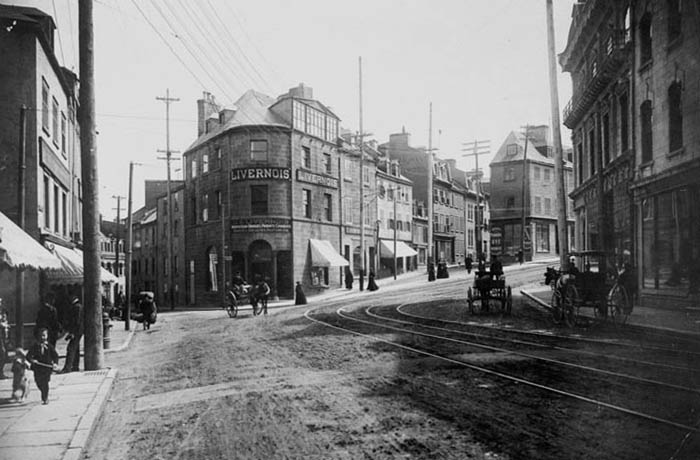
Studio Livernois, Québec.

Élise L'Hérault dit L'Heureux est née le 22 janvier 1827 à Québec. Élise L’Heureux Livernois et son mari Jules-Isaïe Benoit dit Livernois cofondent en 1854, dans la ville de Québec, un atelier photographique. À la suite du décès prématuré de son mari en 1865, Élise L'Heureux reprend alors la direction du commerce qui a pignon sur rue dans la haute ville et fait paraître une annonce dans le Journal de Québec à propos de son intention de poursuivre les activités du studio photographique. Elle assure la continuité de l'entreprise dès 1865 avec l'assistance de son gendre, Louis Bienvenu, avec qui elle s'associe pour fonder la compagnie Livernois & Bienvenu. Bienvenu y agira comme photographe tandis qu’Élise L'Heureux s'occupera principalement de la gestion, du développement, des publications et des finances du commerce.

## Techniques photographiques
Élise L'Heureux commence sa carrière avec la technique du daguerréotype et de l'ivorytype.

## Publications
A List of J.-B. Livernois Canadian Collection of Photographic Reproduction of Historical Engravings and Views of Historial Places, publié en avril 1865.
Lemoine, J.M. Maples Leaves, Québec, éditions L. J. Demers & Frère, 1 janvier 1894. Cet ouvrage est le premier volume canadien à être illustré de photographies montées réalisées par J.B. Livernois et choisies par Élise L'Heureux.

## Galerie

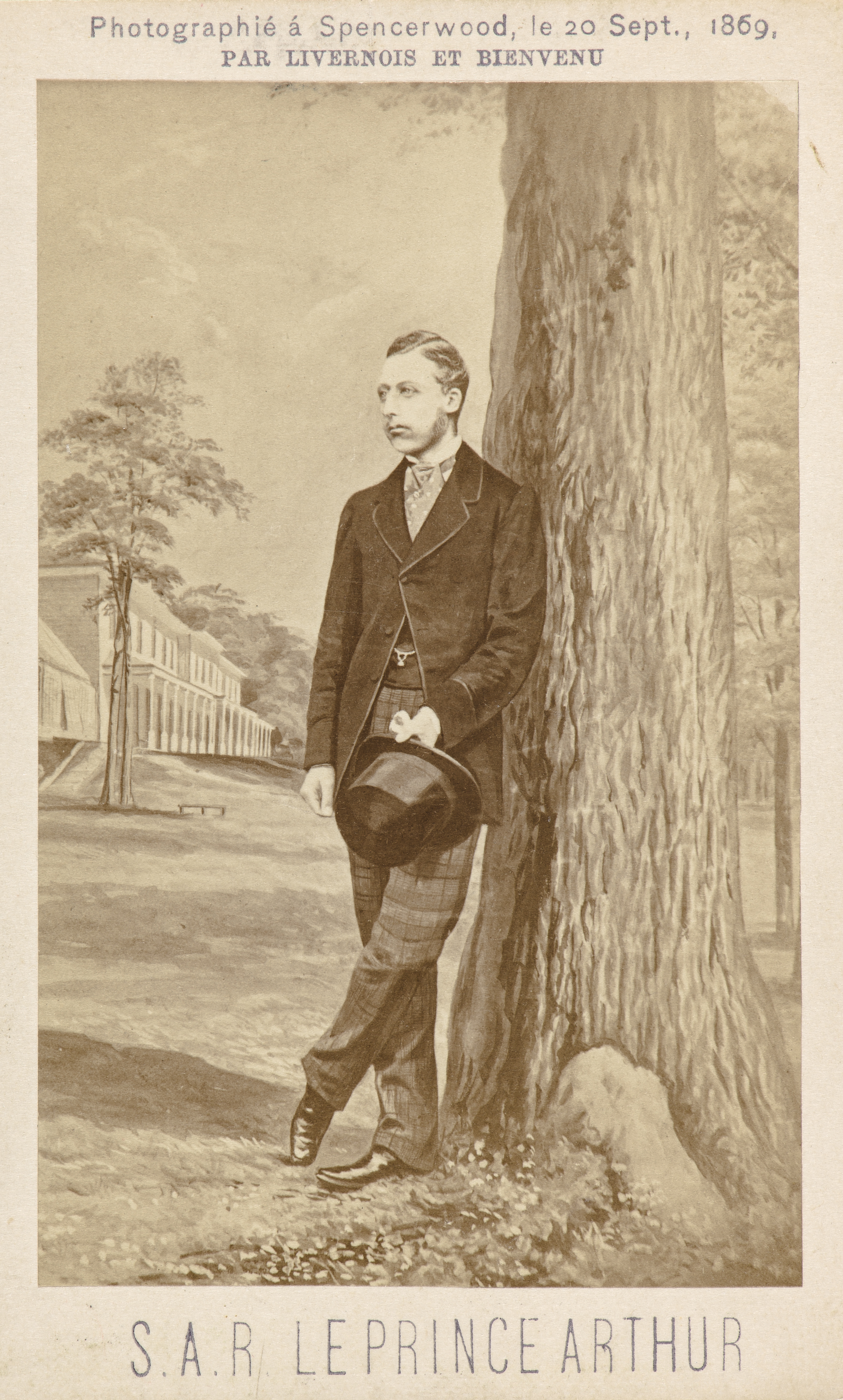
Livernois & Bienvenu,Son Altesse Royale le prince Arthur devant Spencer Wood, 10 septembre 1869, Collection MNBAQ
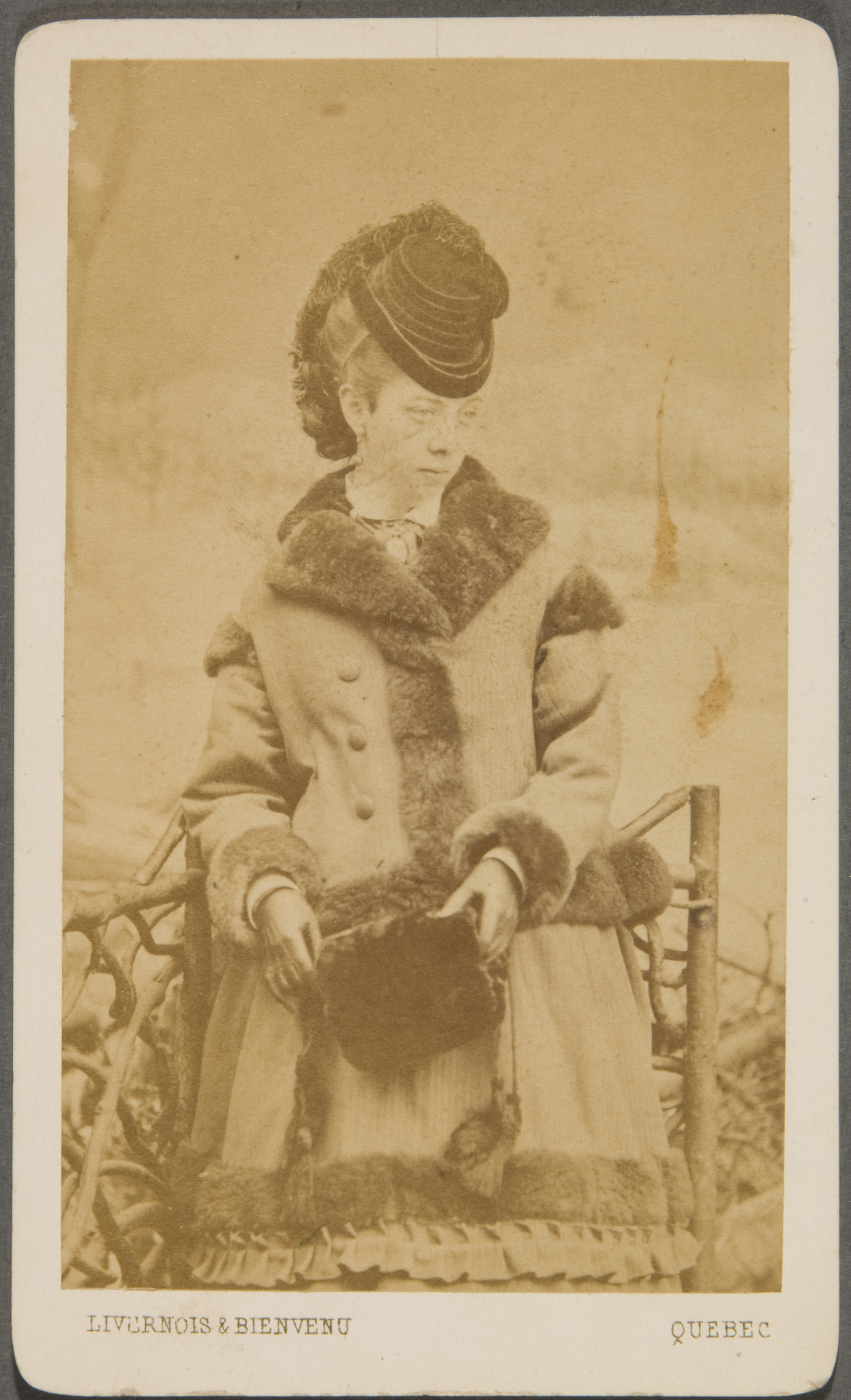
Livernois & Bienvenu,Portrait de femme, en costume d'hiver, entre 1866 et 1873, Collection MNBAQ
Livernois & Bienvenu, Lina Hamel et un enfant de la famille Hamel, entre 1866 et 1869, Collection MNBAQ
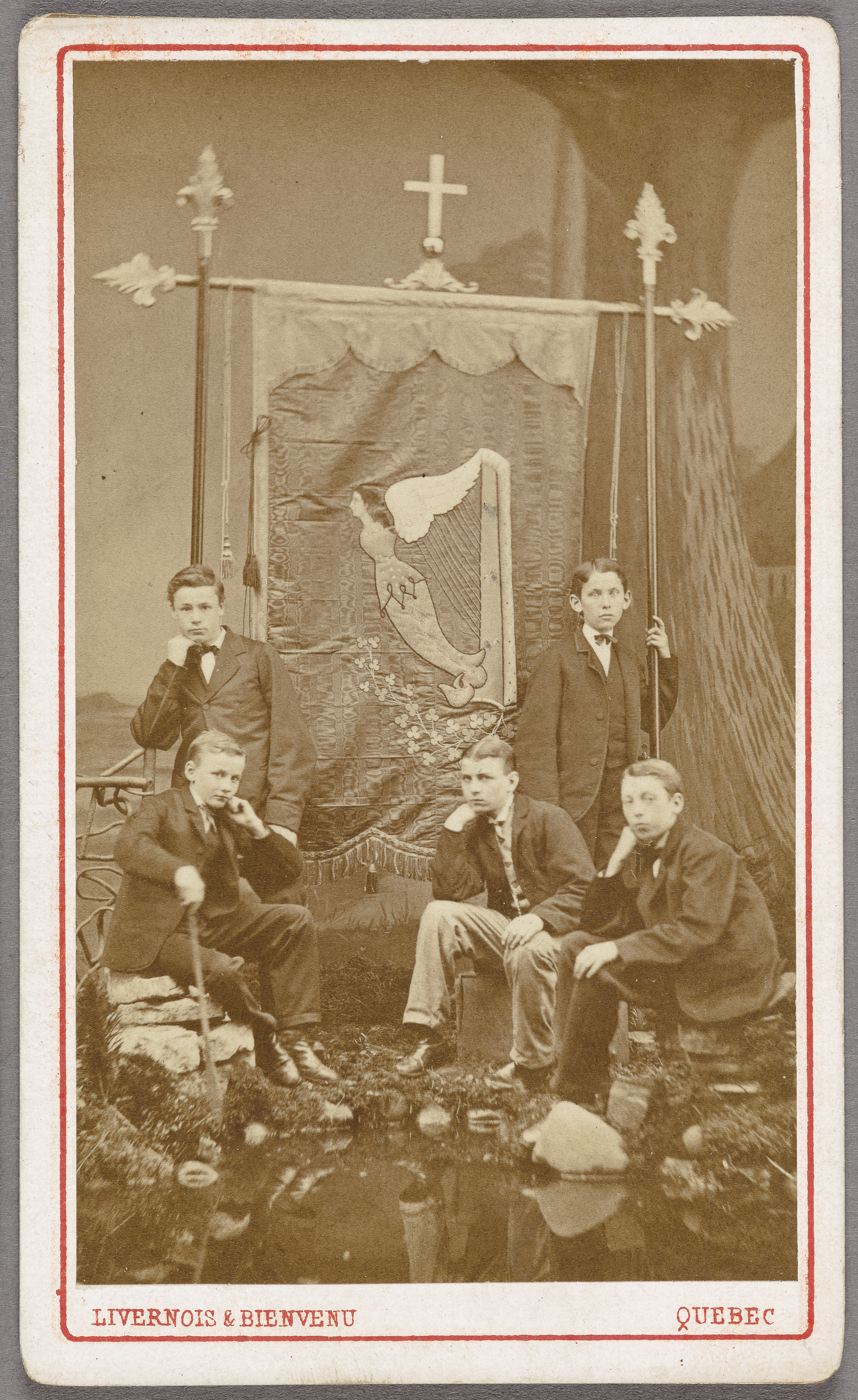
Livernois & Bienvenu, Groupe d'Irlandais devant une bannière : Jack Hawkins, Tom McCaffrey, Thomas Meegan, Peter Sullivan et John P. Horan, entre 1866 et 1873, Collection MNBAQ